# 도진광
도진광(都鎭光, 1982년 4월 12일 ~ )은 대한민국의 전직 스타크래프트 프로게이머이자 프로게임단 코치였다. 전 MBC게임 히어로 소속. blueK라는 아이디를 썼다.

## 주요 기록

#### 개인 기록
- 2000년 제 1회 골드뱅크배 KGL 종합우승
- 2000년 삼성 디지털배 KIGL 동계리그 3위
- 2000년 하나로통신배 투니버스 스타리그 16강
- 2000년 프리챌배 온게임넷 스타리그 24강
- 2001년 AMD배 PKO 2위
- 2001년 LG카드배 게임랭킹 8강
- 2002년 삼성디지털배 GhemTV 스타리그 16강
- 2003년 My Cube배 온게임넷 스타리그 16강
- 2003년 KT-KTF 프리미어리그 초청

#### 코치 기록
- 2008년 경남-STX컵 마스터즈 2008 준우승